# Lilla Middelgrund
Lilla Middelgrund este o arie protejată (arie specială de conservare — SAC, sit de importanță comunitară — SCI, arie de protecție specială avifaunistică — SPA) din Suedia întinsă pe o suprafață de 17.840,2 ha, integral marine.

## Localizare
Centrul sitului Lilla Middelgrund este situat la coordonatele 56°57′13″N 11°55′12″E / 56.9537°N 11.92°E.

## Înființare
Situl Lilla Middelgrund a fost declarat sit de importanță comunitară în noiembrie 2003 pentru a proteja 4 specii de animale. Alte tipuri de protecție:
- arie de protecție specială avifaunistică (în aprilie 2004)[2]
- arie specială de conservare (în martie 2011)[1][3][4]

## Biodiversitate
Situată în ecoregiunile continentală și marină Atlantică, aria protejată conține 2 habitate naturale: Bancuri de nisip acoperite în permanență slab de apă marină, Recifuri.
La baza desemnării sitului se află mai multe specii protejate:
- păsări (3): alca (Alca torda), Rissa tridactyla, Uria aalge
- mamifere (1): marsuin (Phocoena phocoena)